# Дебедузе (Ла Специја)
Дебедузе је насеље у Италији у округу Ла Специја, региону Лигурија.
Према процени из 2011. у насељу је живело 15 становника. Насеље се налази на надморској висини од 521 м.